# Nelson Sepulveda-Fauser
Nelson Sepulveda-Fauser (* 1966 oder 1967) ist ein zweifach für den Oscar nominierter argentinischer Spezialist für visuelle Effekte.
Nelson Sepulveda-Fauser kam bereits als Kind nach Los Angeles. Er begann seine berufliche Karriere zunächst als Grafiker bei Musikmagazinen in Los Angeles, wechselte aber bald in die Filmindustrie und begann während der 1990er Jahre im Bereich der visuellen Effekte zu arbeiten. Er arbeitete zunächst für Cinesite, Centropolis FX und Weta Digital, bevor er 2004 zu Industrial Light & Magic wechselte. Dort arbeitete er an visuellen Effekten für Filme aus der Harry-Potter-Reihe, Avenger- und Transformers-Filmen, sowie Kong: Skull Island Bei dem Netflix-Film The Irishman gehörte er dem Team unter Pablo Helman an, welches Deaging-Technologie anwandte und wurde mit Helman, Leandro Estebecorena und Stephane Grabli für den Oscar für visuelle Effekte nominiert, aber letztlich nicht ausgezeichnet. Er war 2024 Visual Effects Supervisor in der ILM-Niederlassung in Sydney für den Film Alien: Romulus. Für diesen Film wurde er 2025 zusammen mit Eric Barba, Daniel Macarin und Shane Mahan erneut für den Oscar nominiert.